# Tía Javiera

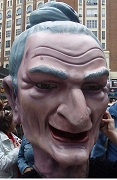
Cabezudo de la tía Javiera en las fiestas de san Isidro.

La Tía Javiera es un personaje del imaginario madrileño, inspirado en una pastelera del siglo XIX que se hizo famosa vendiendo rosquillas en las fiestas de san Isidro Labrador.

## Origen
Hay poca información acerca de la verdadera Javiera, aunque la tradición dice que fue una rosquillera que vendía estos dulces típicos en las fiestas madrileñas de san Isidro a mediados del siglo XIX. Era oriunda de Fuenlabrada según unos, o de Villarejo de Salvanés según otros. Tanto Fuenlabrada como Villarejo de Salvanés eran por aquel entonces dos pueblos madrileños con arraigada tradición rosquillera, y producían la mayor parte de estos dulces que se vendían durante las fiestas patronales en la capital.
La tal Javiera se hizo popular por vender unas rosquillas con merengue seco, similares a las que actualmente se conocen como de santa Clara. Parece ser que la rosquillera falleció sin descendencia, ni hijas ni sobrinas. Sin embargo, pronto le empezaron a salir imitadores para aprovechar la fama de sus rosquillas, y se promocionaban afirmando ser familiares (sobrinas) de la "tía" Javiera.

## Cultura popular

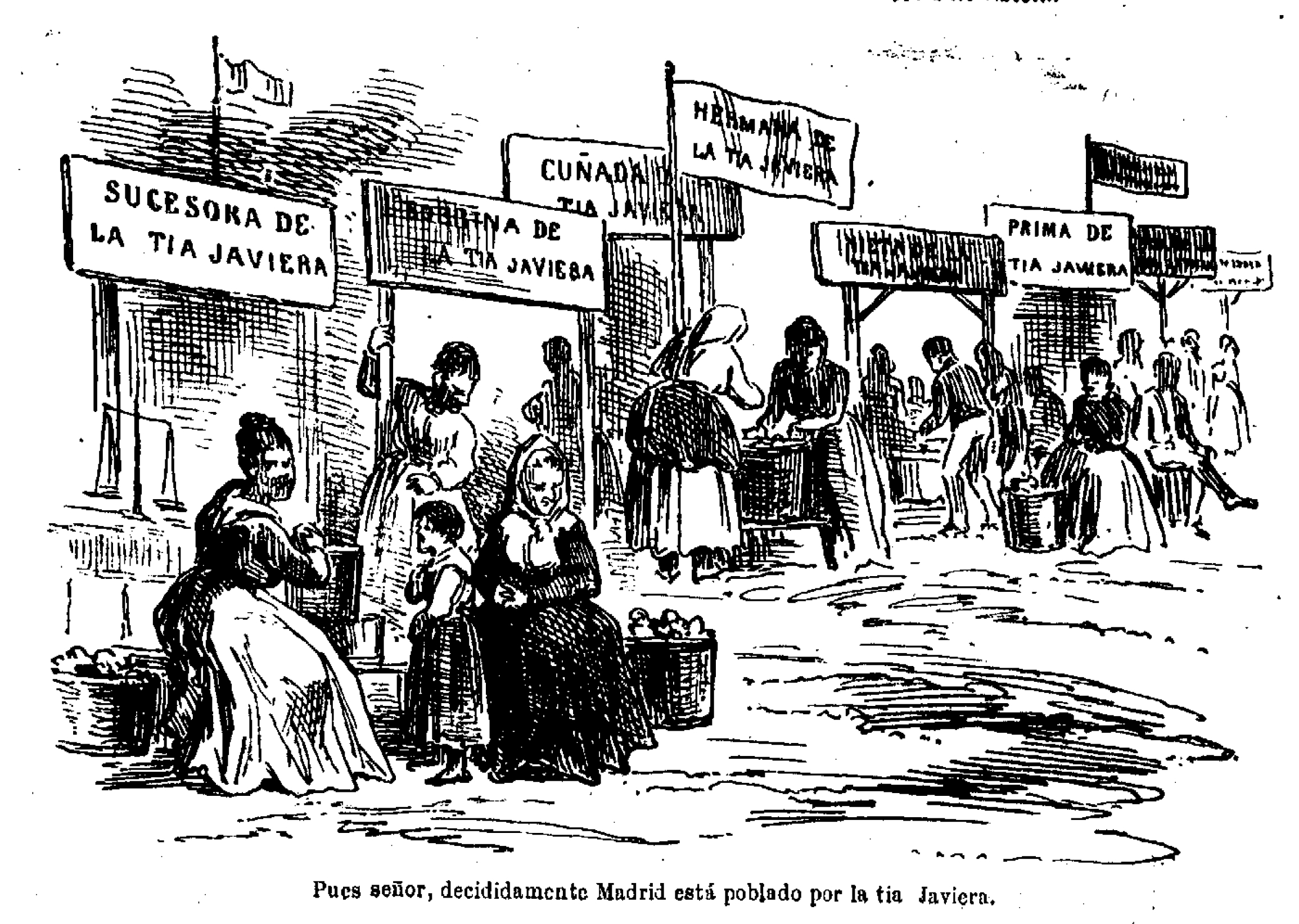
Viñeta de los puestos de rosquillas publicada en la revista satírica "El Mundo Cómico" (1875).

Son múltiples las referencias a la tía Javiera en la literatura, música y prensa de la segunda mitad del siglo XIX y comienzos del siglo XX.
En cuanto a los dichos populares, se usaba la expresión «de la verdadera tía Javiera» para hacer referencia, de manera familiar y metafórica, a aquello que era auténtico, legítimo y bueno.

En el "Romancero de la romería de san Isidro", escrito en 1874 por Benito Vicente Garcés, se hacía mención a la famosa rosquillera:
«En los hornos de rosquillas / ¡qué actividad! ¡qué belenes! / Hay que presentarlas frescas / al cabo de algunos jueves. / Han de ser de Villarejo / aunque procedan de Huérmeces, / y de la tía Javiera, / que es la rosquillera célebre / medio mito, medio monstruo, / que cuenta con más parientes / que el patriarca Jacob / o que un Director en ciernes.»
El sainete lírico de Federico Chueca "Las ferias", estrenado en Madrid en 1878, también hacía referencia a la desaparecida tía Javiera:
«Después que se ha muerto / la tía Javiera / no hay en Fuenlabrada / mejor rosquillera (...)»
A comienzos de siglo XX se multiplicaron los supuestos familiares de la tía Javiera que por san Isidro vendían sus famosas rosquillas. Tal fue así, que el escritor Ramón Gómez de la Serna comentaba que había una cancioncilla popular que decía
«Pronto no habrá, ¡Chachipé! / en Madrid duque ni hortera / que con la tía Javiera / emparentado no esté»
En 1950, el dramaturgo Jacinto Benavente escribió en el diario ABC un artículo acerca de las rosquillas de la tía Javiera. En él comentó que sus padres, naturales de Villarejo de Salvanés, conocían del pueblo a una sobrina segunda de la auténtica tía Javiera, que se dedicaba a la venta de rosquillas cuando él era niño.